# Thecotheus agranulosus
Thecotheus agranulosus är en svampart som beskrevs av Kimbr. 1969. Thecotheus agranulosus ingår i släktet Thecotheus och familjen Ascobolaceae.   Inga underarter finns listade i Catalogue of Life.